# Rhinobatos percellens
Rhinobatos percellens és un peix de la família dels rinobàtids i de l'ordre dels rajiformes.

## Morfologia
Pot arribar als 100 cm de llargària total.

## Reproducció
És ovovivípar.

## Distribució geogràfica
Es troba a les costes de l'Atlàntic occidental (des de les Índies Occidentals fins al nord de l'Argentina) i a l'Atlàntic oriental (costes tropicals de l'Àfrica Occidental).